# W^w^^w^w
W^w^^w^w es el segundo álbum de estudio de la banda de mathcore americana Car Bomb. Grabado, mezclado y masterizado en Long Island y Manhattan, durante 2011-2012, lanzado el 25 de septiembre de 2012.
Después de un coqueteo malogrado con Relapse Records, Car Bomb regresa con un explosivo álbum autoeditado. La grabación incluye varios momentos de caos extremo salpicado de dulces melodías en The Seconds y Spirit of Poison, la experiencia es como sentirse golpeado repetidamente en la cabeza por Hulk y luego ir a tomar una cerveza con Thor. Las guitarras y la batería aprietan más que una soga de ahorcado a lo largo de los 12 temas y los más destacados son Auto-Named de 49 segundos de duración influenciado por el hardcore, y, la heroica Lower the Blade, todo cuenta con un gancho vocal al estilo Chino Moreno. Hay destellos del gran Dimebag Darrell (en su faceta más experimental) a la altura de Gurrucha,  tonos IDM en Magic Bullet y Joe Duplantier de Gorija como voz invitada en Third Revelation.

## Lista de canciones
| N.º | Título                                            | Duración |  |
| 1.  | «The Sentinel»                                    | 3:18     |  |
| 2.  | «Auto-Named»                                      | 0:49     |  |
| 3.  | «Finish It»                                       | 2:34     |  |
| 4.  | «Lower the Blade»                                 | 4:25     |  |
| 5.  | «Garrucha»                                        | 5:42     |  |
| 6.  | «Third Revelation» (con Joe Duplantier de Gojira) | 4:22     |  |
| 7.  | «Recursive Patterns»                              | 3:12     |  |
| 8.  | «Spirit of Poison»                                | 5:40     |  |
| 9.  | «Magic Bullet»                                    | 5:38     |  |
| 10. | «Crud»                                            | 4:05     |  |
| 11. | «This Will Do the Job»                            | 5:39     |  |
| 12. | «The Seconds»                                     | 4:32     |  |

## Personal
- Michael Dafferner – voz
- Elliot Hoffman – batería (instrumento musical)
- Greg Kubacki – guitarra
- Jon Modell – bajo